# Februar-Leoniden
Die Februar-Leoniden sind ein Meteorstrom, welcher vom 1. Februar bis zum 28. Februar beobachtbar ist.
Da zur selben Zeit die Delta-Leoniden aktiv sind, deren Radiant sich unweit vom Radianten der Februar-Leoniden befindet, benötigt man ein wenig Erfahrung, um die Meteore dieser beiden Meteorströme auseinanderzuhalten.

## Quelle
- Astrocorner